# 4A Games
4A Games je ukrajinská vývojářská společnost, která vznikla v roce 2006. Její sídlo je v Kyjevě. Je známá především hrou Metro 2033 z roku 2010 na motivy stejnojmenné knihy.

## Historie
Vývojářské studio 4A Games bylo v roce 2006 zformováno z bývalých zaměstnanců společnosti GSC Game World rok před vydáním hry S.T.A.L.K.E.R.: Shadow of Chernobyl. Při vývoji této hry se Oles Shiskovtsov a Aleksandr Maksimchuk podíleli na X-Ray Enginu, který celá série používala. Tito dva muži se zásadní měrou podíleli na vývoji 4A Enginu.
Ještě v témže roce, co společnost vznikla, oznámila spolupráci s ruským spisovatelem Dmitrym Glukhovskym na hře Metro 2033 podle jeho knihy. Tato hra byla poháněna 4A Enginem a v Evropě byla vydána 19. března 2010.
Na herní výstavě E3 byla oznámena druhá hra od tohoto studia, Metro: Last Light. Tato hra se již nedržela knižní předlohy, ale autor s vývojáři spolupracoval na tvorbě textů do hry. Hra vyšla v 17. května 2013.
V roce 2014 začal vývoj hry Metro Exodus ve dvou pobočkách studia 4A Games v Kyjevě a na Maltě. Oznámení o vydání hry bylo uvedeno 11. června 2017 na tiskové konferenci společnosti Microsoft a následně byla vydána 15. února 2019.

## 4A Engine
4A Engine je grafický engine vyrobený pro hru Metro 2033 a dále rozvíjený a využívaný u všech her společnosti 4A Games. Je multiplatformní, umožňuje vyvíjet hry na Windows, Xbox 360, PlayStation 3, Xbox One, PlayStation 4 a Nintendo Switch. Podporuje Direct3D verze 9, 10, 11 a 12 k tomu nVidia PhysX a také NVidia 3D vision. Při použití PhysX je engine schopen využívat další funkce, jako je zničitelné prostředí, částicové efekty plně ovlivnitelné herním prostředím nebo simulace vody a oblečení. Engine je také schopen vytvářet 3D zvuk, jeho polohování a tlumení.

## Hry
| Rok  | Název             | Žánr                 | Hodnocení Metacritic | Platformy | Platformy | Platformy | Platformy | Platformy | Platformy | Platformy | Poznámky                            |
| Rok  | Název             | Žánr                 | Hodnocení Metacritic | Win       | Mac       | X360      | PS3       | PS4       | XONE      | Switch    | Poznámky                            |
| ---- | ----------------- | -------------------- | -------------------- | --------- | --------- | --------- | --------- | --------- | --------- | --------- | ----------------------------------- |
| 2010 | Metro 2033        | First-person shooter | 81/100               | Ano       | Ne        | Ano       | Ne        | Ne        | Ne        | Ne        |                                     |
| 2013 | Metro: Last Light | First-person shooter | 82/100               | Ano       | Ano       | Ano       | Ano       | Ne        | Ne        | Ne        |                                     |
| 2014 | Metro Redux       | First-person shooter | 84/100               | Ano       | Ne        | Ne        | Ne        | Ano       | Ano       | Ano       | remaster obou předešlých her studia |
| 2017 | Arktika.1         | Virtuální realita    | 71/100               | Ano       | Ne        | Ne        | Ne        | Ne        | Ne        | Ne        |                                     |
| 2019 | Metro Exodus      | First-person shooter | 82/100               | Ano       | Ne        | Ne        | Ne        | Ano       | Ano       | Ne        |                                     |